# Martin Oeggerli
Martin Oeggerli  (* 7. März 1974 in Riedholz) ist ein Schweizer Molekularbiologe und Wissenschaftsfotograf.

## Leben
Er studierte von 1994 bis 2000 Biologie an der Universität Basel und erlangte 2002 bei David G. Senn das Diplom. 2005 promovierte er bei Guido Sauter an der Universität Basel im Bereich Molekularpathologie. Seit 2006 arbeitet er im Rahmen eines vom Schweizerischen Nationalfonds geförderten Projektes in der Forschungsabteilung des Universitätsspitals Basel und ist zudem als Berater eines auf Raster-Elektronen-Mikroskopie spezialisierten Labors tätig (PTU GmbH).
Oeggerli hat sich mit spektakulären Darstellungen wissenschaftlicher Sachverhalte unter dem Pseudonym Micronaut einen Namen gemacht. Bevorzugt setzt er seine Objekte mittels Raster-Elektronen-Mikroskopie in Szene.
Fotos von ihm erschienen bisher unter anderem in: National Geographic, GEO, Focus, Nature Publishing Group, Cell, Reader’s Digest, Schweizer Fernsehen SF1, NBC.

## Auszeichnungen
- Bestes Bild der Forschung 2010 (1. Rang)
- International Photography Awards 2010, Professionals: Micro- (2. Rang)
- Best Scientific Image 2010 (1. Rang)
- Deutscher Preis für Wissenschaftsfotografie 2009 (Sieger Kategorie Mikroskopie)
- Bestes Bild der Forschung 2009 (3. Rang)
- Bestes Bild der Forschung 2008 (1. Rang und 2. Rang)
- Best Scientific Image 2008 (1. Rang)
- Bestes Bild der Forschung 2006 (3. Rang)